# Municipio de Valchi Dol
El municipio de Valchi Dol (en búlgaro: Община Вълчи Дол) es un municipio búlgaro perteneciente a la provincia de Varna.
En 2011 tiene 10 052 habitantes, el 55,1 % búlgaros, el 19,32 % turcos y el 10,62 % gitanos. La capital municipal es Valchi Dol, donde vive la tercera parte de la población municipal.
Se ubica en la esquina noroccidental de la provincia.

## Localidades
| Localidad        | Cirílico         | Población (diciembre de 2009) |
| ---------------- | ---------------- | ----------------------------- |
| Valchi Dol       | Вълчи дол        | 3460                          |
| Boyana           | Бояна            | 282                           |
| Brestak          | Брестак          | 1029                          |
| Cherventsi       | Червенци         | 573                           |
| Dobrotich        | Добротич         | 410                           |
| General Kiselovo | Генерал Киселово | 518                           |
| General Kolevo   | Генерал Колево   | 325                           |
| Esenitsa         | Есеница          | 345                           |
| Iskar            | Искър            | 147                           |
| Izvornik         | Изворник         | 213                           |
| Kaloyan          | Калоян           | 294                           |
| Karamanite       | Караманите       | 331                           |
| Krakra           | Кракра           | 34                            |
| Metlichina       | Метличина        | 189                           |
| Mihalich         | Михалич          | 753                           |
| Oborishte        | Оборище          | 315                           |
| Radan Voyvoda    | Радан войвода    | 387                           |
| Shtipsko         | Щипско           | 221                           |
| Stefan Karadzha  | Стефан Караджа   | 854                           |
| Strahil          | Страхил          | 75                            |
| Voyvodino        | Войводино        | 264                           |
| Zvanets          | Звънец           | 74                            |
| Total            |                  | 11 093                        |